# Goniorrhina flaviceps
Goniorrhina flaviceps är en skalbaggsart som beskrevs av Max Quedenfeldt 1888. Goniorrhina flaviceps ingår i släktet Goniorrhina och familjen Melolonthidae. Inga underarter finns listade i Catalogue of Life.